# 長崎市民歌
「長崎市民歌」（ながさきしみんか）は、長崎市が1959年（昭和34年）に選定した市民歌である。
作詞・青井果（土井一郎）、作曲・鈴木重、補作曲および編曲・古関裕而だが、日本コロムビアが製造したレコードのクレジット上は作詞・作曲とも「長崎市選定」とされている。

## 解説
1959年（昭和34年）に市制70周年および長崎市役所の新市庁舎落成を記念して市民歌と新民謡の懸賞募集を実施し、日本コロムビアがレコードを製造した。リリース時期が旧来のSPレコードと小型で長時間録音が可能なビニール盤への切り替え時期と重なったため、両方の規格で同じ内容のレコードが作成されている。
市民歌の作詞部門で入選した青井果（あおい きのみ）は、三菱重工業長崎造船所の研究部員でNHK選定の「海をこえて友よきたれ」で知られる土井一郎の別名義。作曲部門では国立音楽大学講師の鈴木重による応募作が入選となったが、レコードでは両名とも作詞・作曲者としてクレジットされず「長崎市選定」とされ、旋律は古関裕而により大幅な手が加えられている。創唱者は藤山一郎と安西愛子のデュエットであった。
新民謡部門の入選作でB面収録の「モッテコイ節」も実作者は作詞が水木節子、作曲が松永鉄四郎とされるが、やはりレコードでは「長崎市選定」のクレジットしか掲載されていない。
長崎市では市民歌の選定から26年前の1933年（昭和8年）に「長崎市歌」（作詞：松原清美、作曲：橋本國彦）を制定しているが、市歌から市民歌への「代替わり」ではなく、現在も2曲が並立した状態である。しかし、市の公式サイト「長崎市について」では、市歌のみしか紹介されていない。